# OLX
OLX je internet kompanija sa sedištima u Njujorku, Buenos Airesu, Moskvi, Pekingu i Mumbaju. OLX je veb sajt na kojem korisnici mogu da se besplatno oglašavaju putem classified sa različitih lokacija širom sveta i u velikom broju kategorija kao što su nekretnine, automobili, za prodaju, usluge, zajednica i lični oglasi.
Kompaniju su zajednički osnovali u martu 2006. internet preduzetnici Fabrice Grinda i Alejandro Oxenford. Fabris je prethodno osnovao Zingy, kompaniju koja se bavi prodajom melodija za mobilne telefone i koju je kupila kompanija For-Side za 80 miliona dolara u maju 2004. Alek je prethodno osnovao DeRemate, vodeći aukcijski Web sajt u Latinskoj Americi. DeRemate je kupila kompanija MercadoLibre.com, ogranak kompanije eBay u novembru 2005.

## Geografska pokrivenost
Od aprila 2009, OLX je dostupan u 88 država i na 39 jezika.
Države: Alžir, Argentina, Aruba, Australija, Austrija, Bahami, Belorusija, Belgija, Belize, Bolivija, Bosna i Hercegovina, Brazil, Bugarska, Kanada, Čile, Kina, Kolumbija, Kostarika, Hrvatska, Češka, Danska, Dominika, Dominikanska Repbulika, Ekvador, Estonija, Finska, Francuska, Nemačka, Grčka, Grenada, Gvatemala, Haiti, Honduras, Hong Kong, Mađarska, Indija, Indonezija, Irska, Izrael, Italija, Jamajka, Japan, Jordan, Kazakhstan, Letonija, Lihtenštajn, Litvanija, Luksemburg, Malezija, Meksiko, Monako, Maroko, Holandija, Novi Zeland, Nikaragva, Norveška, Pakistan, Panama, Paragvaj, Peru, Filipini, Poljska, Portugal, Portoriko, Rumunija, Ruska Federacija, Srbija, Singapur, Slovačka, Slovenija, Južna Afrika, Južna Koreja, Španija, Švedska, Švajcarska, Tajvan, Tajland, Trinidad i Tobago, Tunis, Turska, Ostrva Turks i Kaikos, Ukrajina, Ujedinjeni Arapski Emirati, Ujedinjeno Kraljevstvo, Sjedinjene Države, Urugvaj, Venecuela, Vijetnam...
Jezici: bengalski, bosanski, katalonski, kineski (tradicionalni), kineski (pojednostavljeni), holandski, engleski, bugarski, hrvatski, češki, danski, estonski, francuski, nemački, grčki, hebrejski, hindu, mađarski, indonežanski, italijanski, japanski, korejski, letonski, litvanski, norveški, poljski, portugalski, rumunski, ruski, srpski, slovački, slovenački, španski, švedski, tagalog, tai, turski, ukrajinski, urdu, vijetnamski.

## Funkcije
OLX poseduje sledeće funkcije:
- Mogućnost kreiranja atraktivnih HTML oglasa
- Centralnu kontrolu prodaje, kupovine i aktivnosti zajednice
- Kontrola neželjene pošte
- Mogućnost postavljanja oglasa na Web sajtovima kao što su MySpace, Xanga i Blogspot
- Mogućnost razgovora o oglasu sa ostalim zainteresovanim korisnicima
- Mogućnost pronalaženja artikala u vašoj blizini, bez obzira gde živite
- Pristup Web lokaciji sa mobilnih telefona
- Dostupnost na velikom broju jezika

## Spoljašnje veze
- Web sajt kompanije OLX olx.com
- Blog Fabrisa Grinde
- Blog Alehandre Oksenforda
- MundoAnuncio Web sajt mundoanuncio.com
- Edeng Web sajt edeng.cn Архивирано на веб-сајту  (26. фебруар 2010)